# Campeonato Capixaba 2010
In 2010 werd het 94ste Campeonato Capixaba gespeeld voor voetbalclubs uit de Braziliaanse staat Espírito Santo. De competitie werd georganiseerd door de FES en werd gespeeld van 5 februari tot 5 juni. Rio Branco, de recordkampioen van de staat, werd voor de 36ste keer kampioen. Het was de eerste titel sinds 1985.

## Eerste fase
| Plaats | Club                | Wed. | W | G | V  | Saldo | Ptn. |
| ------ | ------------------- | ---- | - | - | -- | ----- | ---- |
| 1.     | Vitória             | 18   | 9 | 6 | 3  | 31:17 | 33   |
| 2.     | Rio Branco          | 18   | 9 | 4 | 5  | 49:24 | 31   |
| 3.     | Rio Bananal         | 18   | 9 | 4 | 5  | 26:23 | 31   |
| 4.     | Jaguaré (1)         | 18   | 9 | 5 | 4  | 26:21 | 29   |
| 5.     | Serra               | 18   | 9 | 2 | 7  | 37:33 | 29   |
| 6.     | Linhares            | 18   | 8 | 5 | 5  | 34:23 | 29   |
| 7.     | Vilavelhense        | 18   | 5 | 7 | 6  | 31:33 | 22   |
| 8.     | São Mateus          | 18   | 4 | 3 | 11 | 20:29 | 15   |
| 9.     | Espírito Santo      | 18   | 4 | 2 | 12 | 20:56 | 14   |
| 10.    | Desportiva Capixaba | 18   | 3 | 4 | 11 | 21:36 | 13   |

 (1): Jaguaré kreeg drie strafpunten voor het opstellen van een niet-speelgerechtigde speler. 
|  | Geplaatst voor tweede fase |
|  | Degradatie                 |

## Tweede fase
In geval van gelijkspel gaat de club met de beste notering in de competitie door. 
|  | Halve finale | Halve finale | Halve finale |   |         | Finale | Finale | Finale |
|  |              |              |              |   |         |        |        |        |
|  | Jaguaré      | 1            | 2            |   |         |        |        |        |
|  | Vitória      | 1            | 2            |   |         |        |        |        |
|  | Vitória      | 1            | 2            |   | Vitória | 0      | 0      |        |
|  |              |              |              |   | Vitória | 0      | 0      |        |
|  |              | Rio Branco   | 1            | 0 |         |        |        |        |
|  | Rio Bananal  | Rio Branco   | 1            | 0 | 1       | 2      |        |        |
|  | Rio Bananal  |              |              |   | 1       | 2      |        |        |
|  | Rio Branco   | 2            | 1            |   |         |        |        |        |

Details finale
|             |              |       |         |                                               |
| 23 mei Heen | Rio Branco   | 1 – 0 | Vitória | Estádio Engenheiro Alencar Araripe, Cariacica |
| 23 mei Heen | Humberto 88' |       |         | Estádio Engenheiro Alencar Araripe, Cariacica |

|              |         |       |            |                                               |
| 30 mei Terug | Vitória | 0 – 0 | Rio Branco | Estádio Engenheiro Alencar Araripe, Cariacica |
| 30 mei Terug |         |       |            | Estádio Engenheiro Alencar Araripe, Cariacica |

| São Mateus |  | Rio Branco |

### Kampioen
| Campeonato Capixaba de 2010     |
| Espírito Santo                  |
| ------------------------------- |
| RIO BRANCO Kampioen (36° titel) |